# 馬爾滕·波克耐希特
馬爾滕·波克耐希特（荷蘭語：Maarten Bouwknecht，1994年12月14日—），荷蘭籃球運動員，現在效力於荷蘭球隊EBBC。他也代表荷蘭國家男子籃球隊參賽。